# Westhard-Orden

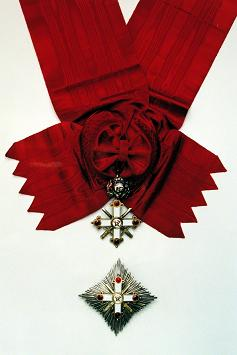
Westhard-Orden, Großkreuz

Der Westhard-Orden (lettisch Viestura ordenis) wurde am 12. Juli 1938 durch den lettischen Staatspräsidenten Kārlis Ulmanis gestiftet und nach dem lettischen König Viestur (auch Vesthard oder Westhard) benannt. Seit der Wiedereinführung 2004 wird er „für Verdienste um die Ausbildung, Mehrung und Pflege der Bewaffneten Kräfte des Staates, um Erhaltung und Festigung der Staatssicherheit, der öffentlichen Ordnung und um den Schutz der Staatsgrenzen und Erziehung der Bürger zum Bewußtsein der Stärke des Staates und Ihrer Vorbereitung zum wachsamen Dienst am Staat und am Land und zur unbeugsamen Verteidigung des Staates“ in fünf Klassen sowie einem Ehrenzeichen in drei Stufen (Gold, Silber und Bronze) verliehen.

## Klassen
- Großkreuz
- Großoffizier
- Komtur
- Offizier
- Ritter

Der Orden, der hinter dem Drei-Sterne-Orden rangiert, kann an Militärangehörige mit Schwertern verliehen werden. Eine solche Verleihung unterliegt den folgenden Reglementierungen:
- Ehrenzeichen in Bronze an Soldaten/Matrosen bis zum Unteroffizier
- Ehrenzeichen in Silber an Feldwebel/Maat bis zum Ältesten Oberfeldwebel/Bootsmann
- Ehrenzeichen in Gold an Offiziersanwärter bis zum Ältesten Offiziersanwärter
- Orden V. Klasse an Leutnant bis zum Hauptmann/Kapitänleutnant
- Orden IV. Klasse an Major/Kommandoleutnant bis zum Oberstleutnant/Kommandokapitän
- Orden III. Klasse an Oberst/Kapitän
- Orden II. bzw. I. Klasse verliehen (abhängig vom bekleideten Amt) an Brigadegeneral/Flottillenadmiral, Generalmajor/Konteradmiral, Generalleutnant/Vizeadmiral

## Ordensdekoration
Das Ordenszeichen ist ein geradarmig, goldgerändertes weißemailliertes Kreuz mit Kleeblattenden, die mit rotemaillierten Kreisscheiben ausgefüllt sind. In den Winkeln befinden sich die vier Arme eines ebenfalls goldgeränderten weißemaillierten, aber achtspitzigen Kreuzes. Bei den Schwertdekorationen ist dieses durch zwei gekreuzte goldene Schwerter ersetzt. Im goldgeränderten weißemaillierten Mittelschild sind die Initialen  V R  (Vesthardus Rex). Auf der Rückseite mittig die Jahreszahl 1219 und umlaufend die Inschrift CONFORTAMINI ET PUGATE (macht euch stark und kämpfet).
Bei der I. bis V. Klasse ist zwischen Kreuz und Tragering das lettische Staatswappen gekrönt von drei bogenförmig angeordneten Sternen, flankiert von einem Löwen recht und einem Greif links, befestigt.

## Trageweise
Das Großkreuz wird an einer Schärpe von der rechten Schulter zur linken Hüfte sowie mit einem vierstrahligen Bruststern getragen. Großoffiziere und Kommandeure tragen einen Halsorden. Großoffiziere zusätzlich mit einem Bruststern. Offiziere und Ritter dekorieren das Ordenszeichen am Band auf der linken Brustseite.
Das Ordensband ist purpurrot.